# Quatuor de Jérusalem
Le Quatuor de Jérusalem est un quatuor à cordes israélien fondé en 1993.

## Historique
Le Quatuor de Jérusalem est un quatuor à cordes fondé en 1993 sous l'égide du Jerusalem Music Center (en) et de la Fondation culturelle Israël-Amérique (en). L'ensemble, dont les membres se rattachent principalement à la tradition musicale russe, travaille avec Avi Abramovich, Isaac Stern, Michael Tee et des membres du Quatuor Amadeus.
En 1996, le quatuor fait ses débuts officiels et est lauréat du Concours de musique de chambre de l'Académie de Jérusalem,. La formation se perfectionne lors de classes de maître auprès de membres des quatuors Emerson et LaSalle, ainsi qu'avec Frank Peter Zimmermann.
En 1997, le Quatuor de Jérusalem remporte en Autriche le concours international « Franz Schubert et Musique moderne » de Graz.
En 2003, après une année sabbatique, le quatuor signe un contrat d'exclusivité avec le label Harmonia Mundi.
Parmi leur répertoire de prédilection, Chostakovitch est une figure centrale. En 2006, à l'occasion du centenaire de naissance du compositeur, l'ensemble joue le cycle complet de ses quinze quatuors à cordes à Berlin, Londres, Amsterdam, Munich et Vancouver.
Entre 2006 et 2009, le quatuor est en résidence à la Fondation Musica Viva Australia (en) à Sydney. Dans ce cadre, il se produit dans tout le pays et crée en 2009 en compagnie de Zvi Plesser le Quintette à cordes du compositeur australien Carl Vine. La formation est également très impliquée dans la vie musicale israélienne, commandant chaque année une œuvre nouvelle à un compositeur du pays.
En 2010, l'altiste et membre fondateur Amihai Grosz (en), nommé alto solo de l'Orchestre philharmonique de Berlin, laisse sa place au sein du quatuor à Ori Kam.
Le Quatuor de Jérusalem a parfois été perçu comme ambassadeur culturel, voire politique, d'Israël et a connu pour ces raisons des manifestations à son encontre : en 2010, un concert à Londres au Wigmore Hall radiodiffusé par la BBC est ainsi tellement chahuté que la retransmission est interrompue.
En 2019, l'ensemble donne une intégrale remarquée des quatuors à cordes de Bartók au même Wigmore Hall.
Le quatuor se produit avec des artistes tels Daniel Barenboim, Elisabeth Leonskaïa, Pinchas Zukerman, Lawrence Power, Sharon Kam et Matan Porat.

## Membres et instruments
Les membres du quatuor sont :
- premier violon : Alexander Pavlovsky, qui a joué un violon de Lorenzo Storioni (en) puis un G. B. Guadagnini puis un G. F. Pressenda (de 1824) mis à sa disposition par le Jerusalem Pressenda Syndicate et joue désormais un instrument moderne de Stefan-Peter Greiner (en)[9] ;
- second violon : Sergei Bresler, qui joue un instrument Lorenzo Storioni de 1770 prêté par la Fondation culturelle Israël-Amérique (en) (don d'Isaac Stern)[9] ;
- alto : Amihai Grosz (en) (entre 1993 et 2010), qui joue un instrument de Gasparo da Salò de 1570, puis Ori Kam (depuis 2010), qui joue un instrument moderne de Hiroshi Iizuka (2009)[9] ;
- violoncelle : Kyril Zlotnikov, qui a joué un violoncelle G. B. Guadagnini (1743), propriété de la Fondation culturelle Israël-Amérique, puis le violoncelle Sergio Peresson qui a appartenu à Jacqueline du Pré, prêté par Daniel Barenboim, joue désormais un instrument G. B. Ruggieri (1710) mis à sa disposition par un mécène[9].

## Discographie
La discographie du Quatuor de Jérusalem est inaugurée officiellement en novembre 2000 par un disque EMI associant le Premier quatuor de Tchaïkovski au Troisième de Chostakovitch. La même année, Live Classics et BBC Music (en) publient des enregistrements de concert du Quatuor de Ravel, de l'« Américain » de Dvořák, du Quatuor op. 76 no 4 de Haydn, de l'Opus 18 no 6 de Beethoven et du Quatuor no 8 de Chostakovitch.
et bla
L'ensemble enregistre ensuite pour Harmonia Mundi en exclusivité. Le repertoire gravé est vaste et comprend un album Haydn (avec les op. 64/5, op. 76/2 et op. 77/1), deux albums Chostakovitch (Quatuors no 1, 4 et 9 ; Quatuors no 6, 8 et 11), un album Dvořák (Quatuor « Américain » et Quintette op. 81 avec Stefan Vladar), un disque Schubert (Quatuor « La Jeune Fille et la Mort » et Quartettsatz), prix ECHO Klassik 2009, diapason d'Or et Editor's Choice de Gramophone, un autre album Haydn (op. 20/5, op. 33/3 et op. 76/2), un disque Mozart (Quatuors K. 157, K. 458 « La Chasse » et K. 589), BBC Music Magazine Award en 2012, un disque Schumann (Quatuor (en) et Quintette avec piano avec Alexander Melnikov), un disque Brahms (Second Quatuor à cordes et Quintette avec clarinette avec Sharon Kam), les deux Quatuors de Janáček, le Premier de Smetana, les six Quatuors op. 18 de Beethoven, trois des six Quatuors de Bartók (no 2, 4 et 6), les Quintette et Sextuor à cordes de Dvořák (avec Veronika Hagen (en) et Gary Hoffman), ainsi que les Quatuors de Debussy et de Ravel.
Le Quatuor de Jérusalem a également enregistré un album intitulé The Yiddish Cabaret, qui réunit le Quatuor no 2 d'Erich Korngold, les Cinq pièces d'Erwin Schulhoff et des chansons de cabaret du folklore yiddish interprétées par Hila Baggio.